# Путрине
Пу́трине — село в Україні, у Кельменецькій селищній громаді Дністровського району Чернівецької області.

## Географія
У селі бере початок річка Зелена, ліва притока Пруту. Відстань до райцентру становить близько 14 км і проходить автошляхом Р63.

## Історія
З 1991 року в складі незалежної України.
В 2021 році шляхом об'єднання сільських рад, село увійшло до складу Кельменецької селищної громади.

## Населення
За переписом населення України 2001 року в селі мешкало 360 осіб.

### Мова
Розподіл населення за рідною мовою за даними перепису 2001 року:
| Мова            | Кількість | Відсоток |
| --------------- | --------- | -------- |
| українська      | 357       | 98.35%   |
| російська       | 4         | 1.10%    |
| румунська       | 1         | 0.28%    |
| інші/не вказали | 1         | 0.27%    |
| Усього          | 363       | 100%     |

## Відомі люди

### Уродженці
- Гарбуз Олександр Валентинович (1987-2015) — старший солдат Збройних сил України, учасник російсько-української війни.